# 雲県 (山東省)
雲県（うん-けん）は、前漢の中国に置かれた県の一つである。前漢末には侯国。琅邪郡に属した。現在の山東省にあったが、場所は不明である。